# 草河城镇
草河城镇，是中华人民共和国辽宁省本溪市本溪满族自治县下辖的一个乡镇级行政单位。

## 行政区划
草河城镇下辖以下地区：
草河城村、四棵树村、黑峪村、王坊村、白水村、关口村和徐卜村。